# Бородин, Алексей Артемьевич
Алексе́й Арте́мьевич Бороди́н (18 февраля 1908, Пески, Российская империя — 19 мая 1995, Киев, Украина) — украинский советский историк, доктор исторических наук, профессор, декан исторического факультета Киевского государственного университета им. Т. Г. Шевченко (1948—1952 гг.).

## Биография
Родился 18 февраля 1908 года в селе Пески Кременчугского уезда (ныне Полтавская область) в крестьянской семье. Работал батраком, чабаном. Окончил ликбез. Был секретарём комсомольской ячейки села Песок Козельщинского района Полтавской области. В 1928—1930 годах — председатель кооператива в Песках, в 1930 году — председатель райкома.
Проходил службу в Красной Армии.
Учился в Коммунистическом университете имени Артёма (Харьков) (1933—1936), аспирантуре Института красной профессуры при ВУЦИК (1936—1937). Окончил исторический факультет Иркутского педагогического института (1944), аспирантуру Академии общественных наук при ЦК ВКП (б) (Москва) (1949).
С 1937—1938 годах — заведующий сектором культуры Управления делами Совета Народных Комиссаров УССР.
В июне 1938 года арестован органами НКВД, но 21 сентября 1940 года освобождён за отсутствием состава преступления.
В 1940—1941 годах преподавал историю на курсах руководящих работников при Киевском союзе кооператоров.
В 1941—1942 гг. — Заведующий кафедрой марксизма-ленинизма Купянского педагогического института.
1942—1944 гг. — Директор Тулунского педагогического института (Иркутская область).
Долгое время работал в Киевском государственном университете им. Т. Г. Шевченко: в 1948-50 годах старший преподаватель, в 1950-56 годах — доцент кафедры марксизма-ленинизма, в 1948-52 годах декан исторического факультета, 1956-68 заведующий кафедрой истории КПСС, 1968-79 заведующий кафедрой истории КПСС гуманитарных факультетов, в 1983-86 годах и 1988 году — профессор кафедры истории КПСС исторического факультета. Читал курсы «Основы марксизма-ленинизма», «История КПСС» и спецкурсы по истории партии.
Работал советником по вопросам высшей школы в Пекинском университете, читал лекции в вузах КНДР, Польше, Югославии, Чехословакии.

## Научная деятельность
Под его научным руководством подготовлено более 60 докторов и кандидатов исторических наук.

### Научные интересы
Сфера научных интересов: история КПСС, руководящая роль партии в условиях построения социализма.
Кандидатская диссертация «Борьба партии за воплощение в жизнь решений VIII партийной конференции об Украине» (1948), докторская диссертация «Коммунистическая партия Украины — боевой отряд КПСС в борьбе за осуществление её политики (1917—1945 гг.)» (1967).

### Основные труды
- КПСС в борьбе за восстановление и дальнейшее развитие народного хозяйства СССР в послевоенный период. К., 1954.
- Всеисторическое значение Великой Октябрьской социалистической революции. К., 1957.
- Борьба КП Украины против троцкизма, за единство рядов партии (1918—1927 гг.). К., 1968 (в соавт.).
- Образование СССР — торжество ленинской национальной политики. К., 1972.

Руководитель авторского коллектива «Курса лекций по истории КПСС: В 2-х ч.» (К., 1970). Ответственный редактор сборника «Научные труды по истории КПСС».

## Награды
- Орден Трудового Красного Знамени;
- Орден Октябрьской Революции;
- медали.